# Christopher Mayer
Christopher Mayer, noto anche come Chip Mayer (New York, 21 febbraio 1954 – Sherman Oaks, 23 luglio 2011), è stato un attore statunitense.

## Biografia
È noto principalmente per aver interpretato il personaggio di Vance Duke nella serie televisiva Hazzard, quinta stagione. Recitò inoltre nel film Bugiardo bugiardo (1997), diretto da Tom Shadyac e con Jim Carrey come interprete principale.
Si sposò tre volte: prima dal 1982 al 1984 con l'attrice Teri Copley, da cui ebbe una figlia, Ashley; poi dal 1985 al 1986 con l'attrice Eileen Davidson e dal 1988 al 2006 con l'attrice Shauna Sullivan, da cui ebbe due figlie, Alexandra e Angelica. Dopodiché si fidanzò con Catherine Irvine, con cui rimase fino alla morte.
Morì nel 2011, all'età di 57 anni, nella sua casa a Sherman Oaks, per un aneurisma cerebrale.

## Filmografia parziale

### Cinema
- Survivor, regia di Michael Shackleton (1987)
- Bugiardo bugiardo (Liar Liar), regia di Tom Shadyac (1997)

### Televisione
- Hazzard (The Dukes of Hazzard) – serie TV, 19 episodi (1982-1983)
- Santa Barbara - soap opera, 180 puntate (1987-1989)
- Renegade - serie TV, 2 episodi (1993-1994)